# Afrički divlji pas
Afrički divlji pas (lat. Lycaon pictus) sisavac je mesožder iz porodice pasa, rasprostranjen jedino u Africi, obično u savanama i ostalim osvijetljenim šumskim područjima. U engleskom je jeziku također poznat pod nazivima kao što su afrički lovački pas, pjegavi pas i obojeni vuk, Wildehond u afrikaans jeziku, i Mbwa mwitu u shvahili jeziku. Jedina je vrsta unutar roda Lycaon. U starijoj ali i u novijoj literaturi ovu vrstu nazivaju hijenski pas, a danas ga nazivaju i afrički lovački pas.

## Anatomija
Krzno afričkog divljeg psa crne je, smećkaste i bijele boje, prošarano mrljama različitih oblika i veličina. Njegovo znanstveno ime glasi Lycaon pictus, koje dolazi iz grčke riječi "obojeni vuk". Imaju dugačak i kitnjast rep, kao i velike, zaobljene uši. Niži dijelovi udova obično su svjetlije obojeni.
Mužjaci obično teže od 17 do 36 kilograma. U ramenima je visok 75 centimetara, a dužina tijela prosječno iznosi 100 centimetara, dok je rep dužine od 30 do 45 centimetara. Psi iz južnijih dijelova Afrike su obično krupniji od onih iz istočnih i zapadnih područja Afrike. Spolni dimorfizam je prisutan u maloj mjeri, sudeći po kosturu mužjaka, koji je za 3-7% veći od ženkinog.
Afrički lovački psi imaju 42 zuba u čeljustima. Zubna formula je:
| 3.1.4.2 |
| 3.1.4.3 |

Pretkutnjaci su relativno krupni u usporedbi s pretkutnjacima drugih pasa. Ovo im omogućuje snažan ugriz, dopuštajući im da svladaju velike količine kostiju, kao što je slučaj s hijenama. Na osnovu izvršenih studija, ustanovljeno je da, od svih ostalih grabežljivih sisavaca, afrički divlji psi imaju najviši kvocijent snage ugriza koji iznosi 142.

### Razmnožavanje i društveni život
Afrički divlji psi su izraženo socijalne životinje koje žive u čoporima. U prosjeku, čopor čini oko 20 jedinki, no čini se da je ranije, dok je vrsta još bila brojnija, bio moguć i čopor od 40 do 100 jedinki. Hijerarhija u skupini nije tako izražena kao kod vukova tako da se u starijoj literaturi mogu naći navodi, da uopće ne postoji hijerarhija. No, zapravo kao i kod vukova, i u čoporu ovih pasa postoji alfa par. Ali nema borbi za hijerarhijski položaj, a agresivnost između članova čopora gotovo da ne postoji.
Spolno zreli ovi psi postaju s 12 do 18 mjeseci. Pare se u bilo koje doba godine, najčešće od ožujka do lipnja, kad je u Africi druga polovina kišne sezone. U jednom okotu, na svijet dolazi od 2 do 19 mladunaca, ali najčešće postoji 10 mladunaca. Vrijeme koje prođe između dva okota je od 12 do 14 mjeseci, s tim da će se ženka već poslije 6 mjeseci ošteniti ako prethodno leglo ugine. Mladunci dolaze na svijet u iskopanoj jami napuštenoj od strane neke druge životinje. Sišu oko 10 tjedana. Poslije tri mjeseca provedena u jazbini, mladi je napuštaju i počinju pratiti čopor. Kad su stari otprilike 11 mjeseci, sposobni su ubiti manji plijen, ali tek s 12-14 mjeseci su spremni brinuti se sami o sebi. U vrijeme dok mladunci ne mogu pratiti čopor, jedna ili više jedinki ostaje uz mladunce do povratka čopora. Jedino majka ih doji, ali svu ostalu brigu o mladuncima preuzima cijeli čopor. Životinje koje su sudjelovale u lovu, po povratku "povrate" dio plijena kojim se hrane jedinke koje su ostale uz mladunce, kao i mladunci.
Nakon 14 do 30 mjeseci, kada dostignu punu spolnu zrelost, ženke će se odvojiti od svog matičnog čopora i prići će čoporu drugih mladih ženki, za razliku od mužjaka, koji najčešće ostaju s čoporom gdje su se rodili. Ova osobina razlikuje ih od ostalih pasa i mačaka koji žive u čoporima. Kod afričkih divljih pasa, ženke su te koje se bore oko prevlasti za parenje s mužjacima. Često je dominantna ženka ta koja će jedina uspjeti podići svoje potomke.

### Lov i prehrana
Afrički divlji psi imaju najjači ugriz od svih ostalih pripadnika porodica pasa i mačaka. Afrički divlji psi love u čoporu. Kao i većina ostalih pripadnika porodice pasa, oni jure za svojim plijenom na otvorenim ravnicama. Tijekom lova, razvijaju brzinu veću od 70 kilometara na sat, a vrlo su izdržljivi, i mogu dugo pratiti lovinu. Blizu 80% od ukupnog lova završi uspješno. Čopor koristi različite zvukove kako bi obavijestio članove o poziciji tijekom lova, a u praćenju lovine se smjenjuju. To je razlog zašto blizu 80% od ukupnog lova završi uspješno.
Dominantni mužjak daje signal kada je vrijeme za napad. Jureći za njim, plijen dovode do iznemoglosti, kada se okupljaju oko njega žestoko ga zaskačući. Grizu ga za slabine i trbuh, skidajući kožu svojim jakim zubima. Žrtva je pojedena poluživa u roku od nekoliko minuta. Pri podjeli plijena sudjeluju svi psi čopora, čak i oni koji nisu sudjelovali pri lovu. Veličina plijena kojeg mogu savladati kreće se od 20 do 90 kilograma, a Thompsonova gazela je vrlo česti plijen afričkih divljih pasa. Oni katkada love i krupnije životinje, težine oko 300 kilograma. Srazmjerno težini čopora, na dan pojedu oko 150 kilograma mesa. Potreba za vodom je minimalna, jer svu potrebnu tekućinu nalaze u tijelu žrtve. Događa se da plijen koji ubiju bude ukraden od strane lavova, hijena ili leoparda.

## Status
Afrički divlji psi ugrožena su vrsta. Prijeti im opasnost od lova i gubitka staništa. Potrebna su im velika lovišta, često 500 km2 ili više, i u stalnoj su opasnosti od većih grabežljivaca, posebno lavova i pjegavih hijena. Lavovi često ubiju mnogo pasa, ali ih ne jedu. Nažalost, većina afričkih nacionalnih parkova ne pokriva dovoljnu površinu potrebnu za normalan život i lov ovih sisavaca, zato mnogi divlji psi prelaze na nezaštićene teritorije. Čak Krügerov nacionalni park s veličinom od 20.000 km2, dobro stanište s dovoljno lovine, nastanjuje samo oko 400 jedinki ove vrste.
Njihova izražena društvenost ih također ugrožava. Jednako kako brinu o mladuncima, brinu i o ranjenim i bolesnim članovima čopora. Kako su ugroženi bjesnoćom i štenećakom, ako se jedna jedinka razboli, to najčešće biva pogubno za cijeli čopor.

## Drugi projekti
|  | Zajednički poslužitelj ima stranicu o temi Afrički divlji pas |
|  | Wikivrste imaju podatke o taksonu Afričkom divljem psu        |